# یما

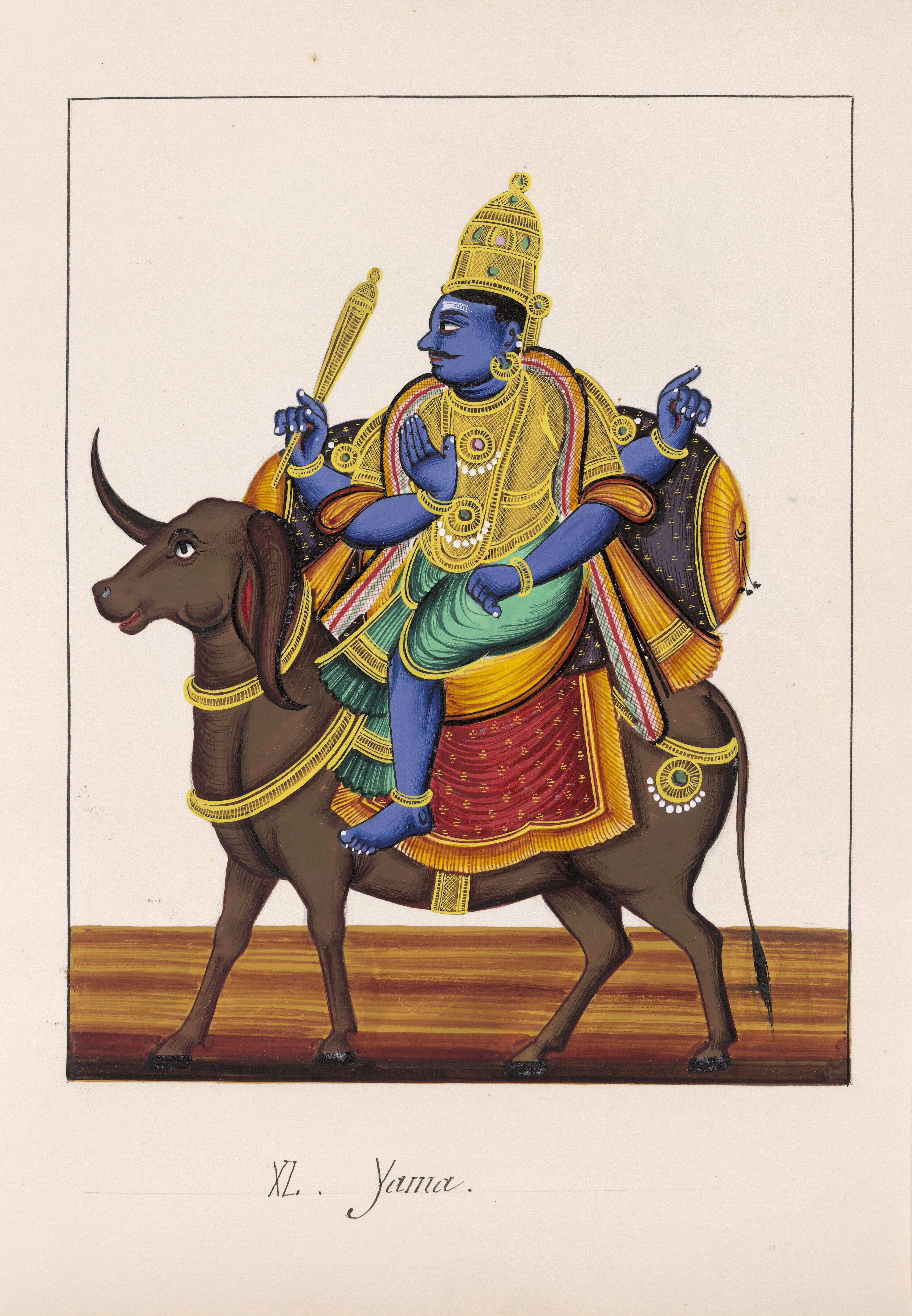
Four-armed and dark-complexioned Yama rides on his bejewelled and caparisoned buffalo. In his upper right hand is the danda (staff)

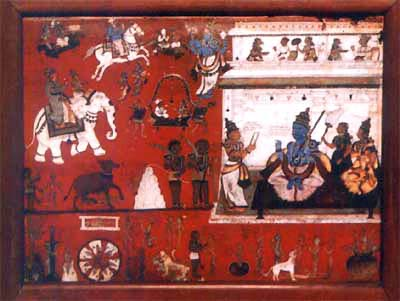
Yama's Court and Hell.The Blue figure is Yama with his consort یمی and Chitragupta 17th century Painting from Government Museum, چنای

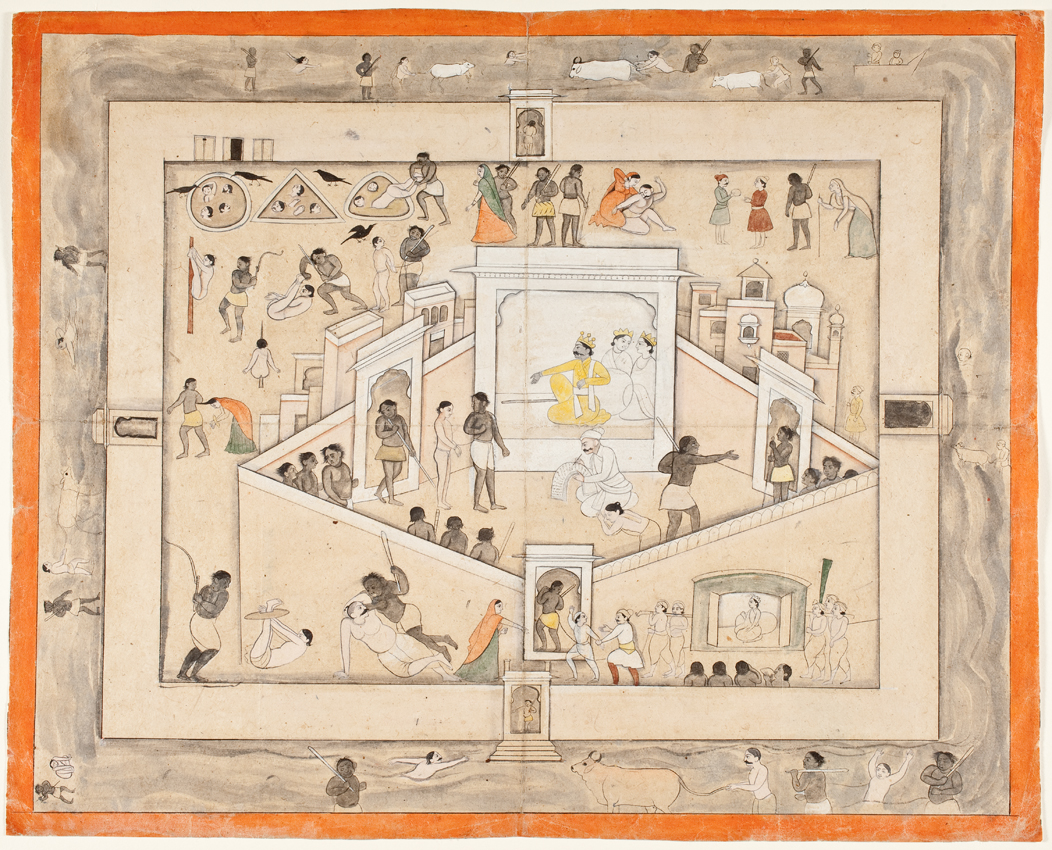
The Court of Yama, God of Death, circa 1800

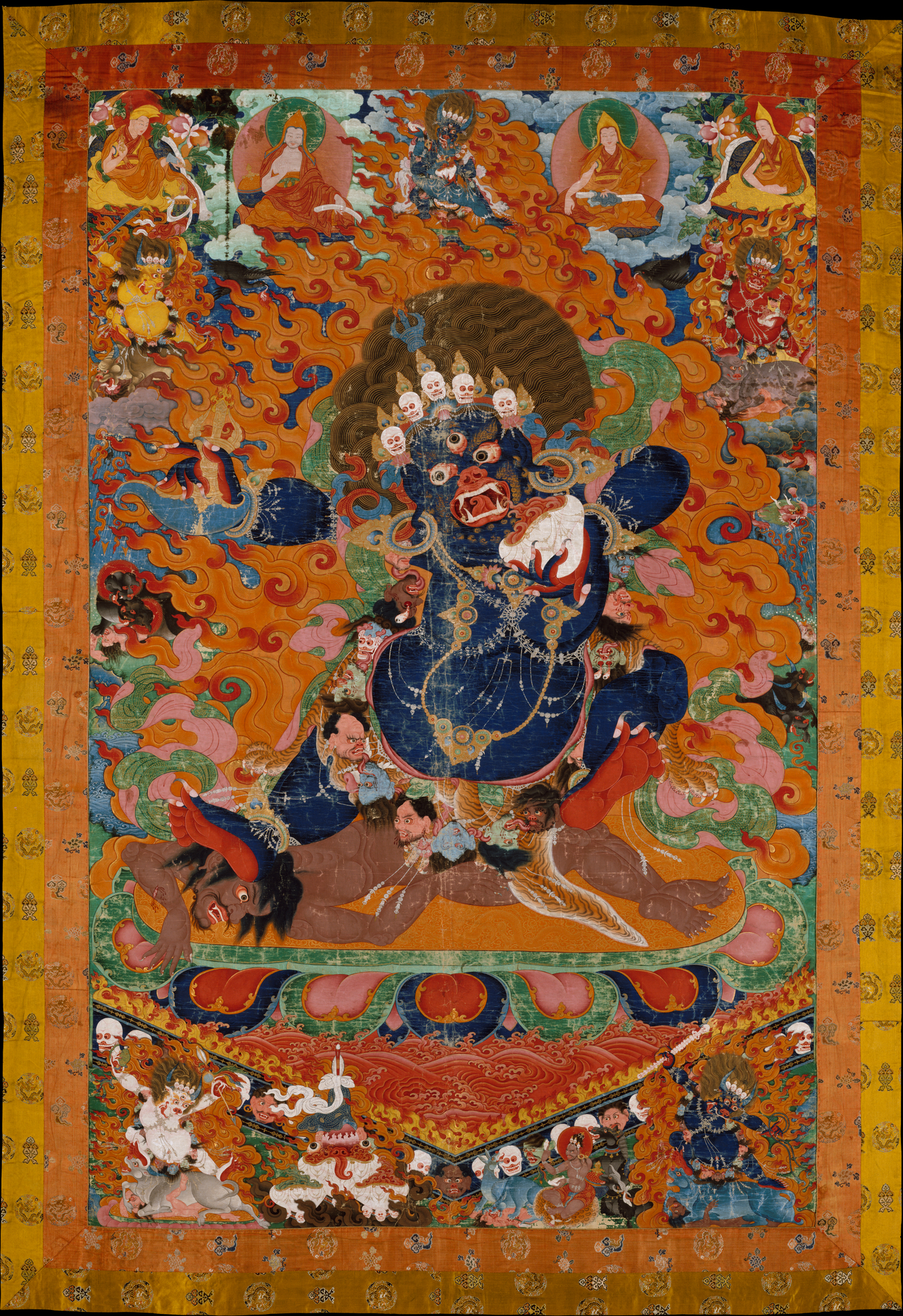
Yama from Tibet

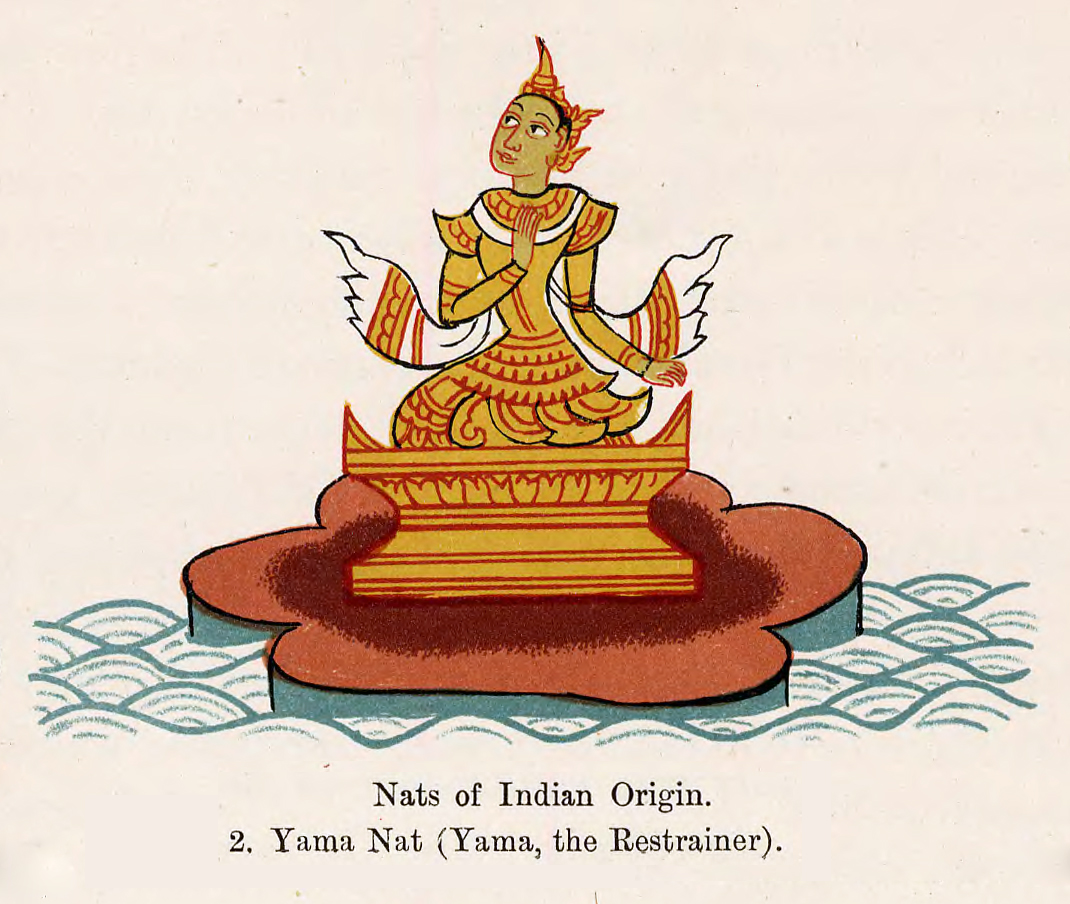
Yama Nat in Burmese representation.

یما یا یَمَه (سانسکریت: यम)، در هند یَمَراجه (यमराज) نیز نامیده می‌شود، در تبت: شینجِه (གཤིན་རྗེ།)، در چین: یان‌لووَنگ (閻羅王) یا به‌طور ساده‌تر یان (閻)، در ژاپن: اِنمَه دای-اّو (閻魔大王)، ایزد مرگ، نخستین بار در وداها آمده‌است. او پسر سوریا (ایزد) است. شخصیت مشابه در اساطیر ایرانی آئین مزدیسنا ییمَه خشائیتَه است که در اوستا آمده‌است و با جم و ییمه جمشید پیوند دارد. واژه ییمه و یما و یمی یک ریشه مشترک دارند.

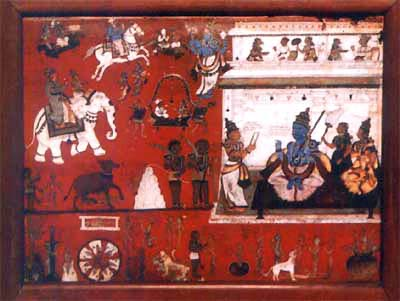
Yami's Court and Hell. The Blue figure is Yama with Yami and Chitragupta 17th century Painting from Government Museum, Chennai

در فرهنگ ژاپنی و چینی و در بودایی نیز یم و یما و یمی اساطیر مشابهی با استوری‌های هندی و ایرانی هستند. جم در اسطوره‌های ایرانی با این نام پیوند دارد.
جم در داستانهای ایرانی اولین پادشاه جهان است.